# Todesspiel
Todesspiel ist ein Doku-Drama aus dem Jahr 1997 über die Terroranschläge des Deutschen Herbsts und die Rote Armee Fraktion. Der Film verwebt Spielfilmelemente, Originalaufnahmen und Zeitzeugenberichte miteinander.

## Handlung
Der zweiteilige Fernsehfilm schildert die Entführung des Arbeitgeberpräsidenten Hanns Martin Schleyer und die Entführung der deutschen Urlaubermaschine „Landshut“. Der erste Teil Volksgefängnis beginnt am 5. September 1977 mit der Entführung von Hanns Martin Schleyer. Er endet mit der Nachricht an Bundeskanzler Helmut Schmidt von der Entführung der Lufthansa-Maschine „Landshut“. Der zweite Teil mit dem Titel Entführt die Landshut beginnt mit dem Start des Flugzeuges auf Mallorca und endet mit der Beerdigung Hanns Martin Schleyers.

## Kritiken
„Ein faszinierendes Doku-Drama, das die Stellungnahmen und Erinnerungen vieler Beteiligter einfließen läßt und sich trotz Parteinahme für die Opfer um Objektivität bemüht. Bei aller Realitätsnähe werden auch – besonders im zweiten Teil – die Möglichkeiten des Genrekinos durchaus genutzt.“

„Ein journalistisch anspruchsvolles Projekt, das besonders in Teil 2 auch als Suspense-Thriller funktioniert. Breloer gelang ein Stück televisionärer Geschichtsschreibung […] Das Ergebnis: Facetten einer bisher unerzählten Geschichte. Aber auch filmisch überzeugt Breloers spannende Fleißarbeit. Die Schauspieler sind bestens gecastet, Hans Brenner als Schleyer ist das Gesicht des Films; der, der einen ebenso emotional in seinen Bann zieht, ist eine reale Person: Helmut Schmidt.“

## Auszeichnungen
- Bambi 1997 als „Bestes Fernsehspiel“
- Goldener Löwe 1997 „Sonderpreis Dokumentarischer TV-Film“ an Heinrich Breloer (Drehbuch und Regie), Ulrich Lenze (Produzent), Horst Königstein (Redaktion), Gebhard Henke (Redaktion) und Monika Bednarz-Rauschenbach (Schnitt)
- Bayerischer Fernsehpreis 1997 für Heinrich Breloer (Regie und Drehbuch)
- Sonderpreis der Deutschen Akademie der Darstellenden Künste im Rahmen der Baden-Badener Tage an Autor Heinrich Breloer für seine „herausragenden Leistungen im dokumentarischen Fernsehspiel“
- Goldener Gong 1997 an Autor und Regisseur Heinrich Breloer für „sein wahrhaftiges Buch, seine einfühlsamen und menschlichen Interviews und die faszinierend-überzeugende Regie“; an Hans Brenner für seine „atemberaubende, menschlich-berührende Darstellung des Hanns Martin Schleyer“ und an Monika Bednarz für ihren überzeugenden Schnitt von Spiel-, Real- und Interview-Szenen, der sicher Fernsehgeschichte machen wird.
- Telestar 1997 in der Kategorie Schauspieler an Hans Brenner, in der Kategorie Regie an Heinrich Breloer, in der Kategorie Produzent an Ulrich Lenze
- Goldene Kamera 1998 an Hans Brenner als Darsteller
- DAG-Fernsehpreis 1998 an Heinrich Breloer
- Prix Europa 1998 – Lobende Erwähnung
- Prix Italia 1998 – Lobende Erwähnung